# Language (rivista)
Language è una rivista accademica trimestrale, pubblicata dalla Linguistic Society of America dal 1925. Copre tutti gli aspetti della linguistica, concentrandosi, in particolare, sul campo della linguistica teorica. Il suo attuale editore è Andries Coetzee (Università del Michigan).
Sotto la redazione del linguista Bernard Bloch, Language fu fondamentale per importanti articoli di linguistica strutturale, nel secondo trentennio del XX secolo.
Uno degli articoli più famosi che appaiono in Language è stata l'esasperata revisione del 1959 da parte del giovane Noam Chomsky nel libro Verbal Behavior dello psicologo cognitivo B.F. Skinner. Due anni dopo fece un'altra revisione in un libro altrettanto famoso intitolato Syntactic Structures di Robert B. Lees.
Language continua ad essere una rivista influente nel campo della linguistica: è classificata al sesto posto su 47 nella categoria Linguistica nel 2006.